# Æthelwig
Æthelwig (ca 1010-15 - 16 februari 1077 of 1078) was voor en tijdens de Normandische verovering van Engeland abt van Evesham. Waarschijnlijk geboren zo tussen 1010 en 1015 werd hij in 1058 tot abt verkozen. Bekend om zijn juridische expertise, beheerde hij voorafgaand aan zijn verkiezing tot abt landgoederen voor Ealdred, de bisschop van Worcester. Na zijn verkiezing tot abt heeft hij waarschijnlijk als Ealdreds plaatsvervanger gewerkt. Toen Ealdred tot aartsbisschop van York werd verkozen, werd hij als een mogelijke opvolger als bisschop van Worcester beschouwd. Hij werd het echter niet. Æthelwig werkte tijdens zijn ambtsperiode als abt aan pogingen om verloren gegane landgoederen weer in het bezit van de abdij van Evesham te krijgen. Ook probeerde hij nieuwe landgoederen voor zijn abdij te verwerven.
Na de Normandische verovering in 1066 was Æthelwig een van de weinige Angelsaksen die het vertrouwen genoot van de nieuwe koning Willem de Veroveraar. Hij kreeg van hem het gezag over delen van het westen van Engeland. Als onderdeel van zijn functie werkte hij als koninklijke rechter en hield hij belangrijke gevangenen in bewaring. Tijdens de Harrying of the North in 1069-1070 gaf Æthelwig hulp aan vluchtelingen uit het noorden van Engeland. Ook hielp hij de koning bij het onderdrukken van de opstand van 1075; hij voorkwam dat een van de rebellen zich bij de anderen kon voegen. Æthelwig overleed op 16 februari van ofwel het jaar 1077 of 1078. Hij werd herdacht in een werk over zijn leven, dat later werd opgenomen in de Chronicon Abbatiae de Evesham, een 13e-eeuwse geschiedenis van de abdij van Evesham en haar abten.

## Vroege jaren en verkiezing tot abt
Æthelwig werd waarschijnlijk tussen 1010 en 1015 geboren. Hij erfde een grote hoeveelheid landerijen van zijn familie. Hij diende als beheerder van de landgoederen van Ealdred, de bisschop van Worcester, evenals die van de abdij van Evesham. Æthelwig stond ook bekend om zijn expertise op juridisch gebied. Hij werd tot abt verkozen en werd op 23 april 1058 ingezegend door Ealdred, in wiens diocees de abdij van Evesham viel. Hij verving de vorige abt, Mannig, die verlamd was geraakt. Volgens een versie van de gebeurtenissen vroeg Ealdred koning Eduard de Belijder om de abdij aan Æthelwig te geven, volgens een andere, Chronicon de Abbatiae Evesham (een geschiedenis van de abdij van Evesham), was het Mannig die de koning om de benoeming van Æthelwig vroeg. De Chronicon vertelt ook dat de inzegening in Gloucester plaatsvond, en dat Ealdred op dat moment aartsbisschop was, dit hoewel Ealdred pas in 1060 tot aartsbisschop van York werd benoemd.
Tijdens Æthelwigs abbiaat lijkt hij in diens functie van bisschop van Worcester als plaatsvervanger van Ealdred te zijn  opgetreden. Nadat Ealdred tot aartsbisschop van York was gepromoveerd, was Æthelwig in 1062 een van de kandidaten om hem op te volgen, maar in zijn plaats werd Wulfstan verkozen. Æthelwig diende ook als rechter voor koning Eduard de Belijder; op zeker moment had hij samen met Wulfstan en Regenbald, de kanselier, een zaak aan het koninklijk hof in behandeling. Als abt voerde hij ook militaire eenheden in de strijd aan, en diende hij koning Eduard als adviseur.
Æthelwigs relatie met de nieuwe bisschop van Worcester, Wulfstan, in diens functie van diocesaans bisschop van de abdij van Evesham, lijkt gespannen te zijn geweest. Tijdens de enige overgeleverde, geregistreerde visitatie door Wulfstan van de abdij van Evesham tijdens Æthelwigs abbiaat, schitterde Æthelwig door afwezigheid. Hoewel Wulfstan en Æthelwig wat betreft juridische aangelegenheden in conflict waren, wordt gezegd dat Æthelwig zijn bisschop Wulfstan als een vaderfiguur zou hebben beschouwd. Hij zou zelfs zijn biechtvader zijn geweest. Het feit dat de huiskroniek van Evesham na 1100 lijkt te zijn herwerkt om gênante incidenten van de abten die zich al of niet aan de bisschoppen van Worcester zouden hebben onderworpen, te verdoezelen, maakt een evaluatie van de betrekkingen van Æthelwig met zijn bisschoppelijke superieuren echter lastig.
Tijdens Eduards regeerperiode werkte Æthelwig er aan om een aantal van landgoederen van de abdij die in het verleden aan anderen waren toegekend, opnieuw in het bezit van zijn abdij te krijgen. Voor wat betreft een aantal van deze verloren gegane landgoederen was hij in dit streven succesvol. Een groot deel van de beschrijving van het leven van Æthelwig (zijn vita) in de Chronicon bestaat uit een opsomming van de landgoederen die Æthelwig voor zijn abdij hetzij voor het eerst verkreeg, hetzij opnieuw in bezit wist te verkrijgen. De vermelde landgoederen lagen in de graafschappen Worcestershire, Warwickshire en Gloucestershire.

## Na de Normandische verovering
Na de Normandische verovering genoot Æthelwig het vertrouwen van de nieuwe koning, Willem de Veroveraar. Willem gaf hem een aantal administratieve taken. Samen met Ealdred en Wulfstan was Æthelwig een van de weinige autochtone Engelsen die door de koning werd vertrouwd. Waarschijnlijk in 1069 kreeg Æthelwig een zekere macht in de voormalige landen van de Mercische koninkrijk Na de afzetting in 1070 van Goderik, de abt van de abdij van Winchcombe, fungeerde  Æthelwig als diens gevangenbewaarder. In 1072 trad Æthelwig als koninklijke rechter op in het westelijk deel van Engeland.
Tijdens de opstand van 1075 slaagde Æthelwig er in om een van de rebellen, Roger de Breteuil, de graaf van Hereford, te beletten zich bij de andere rebellen aan te sluiten. In deze actie werd Æthelwig bijgestaan door Wulfstan, en de sheriff van Worcestershire, Urse d'Abetot. Æthelwig nam na de Normandische verovering ook de gelegenheid te baat om meer landerijen voor zijn abdij te verwerven, zo verkreeg hij 36 aanvullende landgoederen door openstaande leningen af te lossen. Æthelwig gebruikte zijn kennis van het Engelse recht, niet alleen voor zijn eigen voordeel, maar hij hielp ook een aantal nieuwe Normandische geestelijken, zoals Lanfranc, de aartsbisschop van Canterbury, en Serlo, de abt van Gloucester. Een aantal Engelse grondbezitters onderwierp zich na de Normandische verovering aan Æthelwig, in de hoop zo (een deel van hun) landerijen te kunnen behouden. Dit leidde na Æthelwigs dood tot conflicten over wie de rechtmatige eigenaar van deze landerijen was.
Hoewel Æthelwig bekendstond om zijn trouw aan koning Willem, had hij een oom die landerijen bij Witton in bezit had gehad en die was gesneuveld, terwijl hij in het leger van koning Harold Godwinson vocht, waarschijnlijk in de slag bij Stamford Bridge. Ook na de Normandische verovering hield Æthelwig bij het bouwen en verder ornamenteren van zijn abdij vast aan de Angelsaksische stijl. Hij gebruikte dus niet de Normandische, meer Romaanse stijl, die nu in veel andere kerken en abdijen in zwang kwam. Behalve door zijn bestuurlijke en juridische verplichtingen, stond Æthelwig ook bekend om zijn zorg voor de zieken, de armen en de melaatsen. Na de Harrying of the North (1069-1070) door koning Willem bood Æthelwig onderdak aan vluchtelingen uit de verwoeste gebieden.
De Chronicon stelt dat Æthelwig hulp aan de vluchtelingen bood vanwege zijn charitatieve inslag, maar het is mogelijk dat dit soort werk gewoon deel uitmaakte van zijn koninklijke plichten in het westen van Engeland.
Æthelwig voerde ook een aantal jaren de administratie over de abdij van Winchcombe. in eerste instantie van 1066-1069, waarna een Normandische monnik tot abt werd benoemd, en dan weer vanaf 1075 tot aan zijn eigen dood. Hemming, een middeleeuwse monastieke schrijver uit de priorij van Worcester, schreef over Æthelwig dat hij "iedereen overtrof door zijn intelligentie, zijn scherpzinnigheid en zijn kennis van de wereldse wet". De Chronicon meldt dat Æthelwig last van jicht had, en stelt dat dit de oorzaak van zijn dood was.
Æthelwig overleed ofwel in 1077 of in 1078. De Chronicon geeft zijn overlijdensdatum als 16 februari 1077, maar het is onduidelijk of de Chronicon de start van het jaar op 1 januari of in maart legde, zodat deze datum zowel in 1077 als in 1078 kan zijn geweest.

## Geschriften over Æthelwig
Een bijna-contemporaine verhaling over Æthelwigs leven, zijn Vita, is opgenomen in de Chronicon Abbatiae de Evesham, de monastieke kroniek voor de abdij van Evesham. Dit was een 13e-eeuws werk door Thomas van Marlborough, dat werd geschreven met als doel om de claim van de abdij van Evesham kracht bij te zetten om vrijgesteld te worden van de rechtsmacht van de bisschoppen van Worcester, in wiens bisdom Evensham lag. Thomas incorporeerde in zijn werk  vroegere werken die te maken hadden met de geschiedenis van de abdij van Evesham, daaronder ook het werk aan Æthelwig. Gezien Thomas' doel in het samenstellen van de Chronicon, veranderde hij waarschijnlijk een deel van de teksten, die hij opnam. Het lijkt er op dat het leven van Æthelwig eerst in een complete geschiedenis van de abdij werd opgenomen en dat dit samengestelde werk door Thomas in zijn Chronicon werd aangepast. Het belangrijkste bewijs hiervoor is een intern stilistische bewijs. Het materiaal over Æthelwig is stilistisch uniform met ander materiaal, dat van voor 1077 dateert, terwijl informatie van na 1077 in een andere schrijfstijl is geschreven.
De historicus R.R. Darlington heeft betoogd dat de Vita vlak na de Æthelwigs dood moet zijn geschreven, maar een andere historicus, David Knowles, schreef dat de Vita waarschijnlijk rond 1110 werd geschreven, mogelijk door de prior van Evesham, Dominic. Antonia Gransden, een andere historicus, is het met Darlington eens en acht het waarschijnlijker dat de Vita van vlak na Æthelwigs dood dateert. Het werk zelf is geen hagiografie, in zoverre dat het geen wonderen aan Æthelwig toeschrijft. In plaats daarvan is een mengvorm van oorkonden en verhalen. Het geeft ook geen details over Æthelwigs vroege leven of zijn uitverkiezing als abt. Een groot deel van het werk is een gedetailleerde lijst van de landerijen die Æthelwig voor de abdij van Evesham verwierf. Het verhaal eindigt met een korte beschrijving van de dood van Æthelwig.

## Voetnoten
1. ↑  Knowles, Monastic Order, blz. 74, voetnoot 4
2. ↑  Knowles, Monastic Order, blz. 423
3. ↑  Knowles, Monastic Order, blz. 76
4. 1 2  Knowles, et al. Heads of Religious Houses, blz. 47
5. 1 2  Barlow, English Church 1000-1066, blz. 87, voetnoot 6
6. ↑  Darlington, "Æthelwig, Abbot of Evesham Part I" English Historical Review, blz. 3
7. ↑  Barlow, English Church 1000-1066 , blz. 92
8. ↑  Barlow, English Church 1000-1066 blz. 129
9. ↑  Walker, Harold, blz. 80
10. ↑  Knowles, Monastic Order, blz. 407
11. ↑  Barlow, English Church 1000–1066, blz. 323
12. ↑  Cox, "St Oswald", Journal of Ecclesiastical History, blz. 281
13. ↑  Cox, "St Oswald", Journal of Ecclesiastical History, blz. 283-284
14. ↑  Barlow, Edward the Confessor. blz. 330
15. ↑  Darlington, "Æthelwig, Abbot of Evesham Part I", English Historical Review, blz. 6-10
16. ↑  Barlow, English Church 1066-1154, blz. 57
17. ↑  Bates, William the Conqueror, blz. 156
18. ↑  Williams, English and Norman conquest, blz. 24
19. ↑  Stafford, Unification and Conquest, blz. 105
20. ↑  Douglas, William the Conqueror, blz. 306
21. ↑  Douglas, William the Conqueror, blz. 232
22. ↑  Williams, English and the Norman Conquest, blz. 60, voetnoot 67
23. ↑  Williams, English and the Norman Conquest, blz. 10
24. ↑  Williams, English and the Norman Conquest, blz. 144
25. ↑  Williams, English and the Norman Conquest, blz. 148
26. ↑  Walker, Harold, blz. 158
27. ↑  Knowles, Monastic Order, blz. 120
28. 1 2  Knowles Monastic Order, blz. 162-163
29. ↑  Darlington, "Æthelwig, Abbot of Evesham Part II", English Historical Review, blz. 179
30. ↑  Williams, English and the Norman Conquest, blz. 17 en voetnoot 76
31. ↑  Geciteerd in Williams, English and the Norman Conquest, blz.  148
32. ↑  Darlington, "Æthelwig, Abbot of Evesham Part I" English Historical Review, blz. 2
33. 1 2  Knowles, et al. Heads of Religious Houses, blz. 248
34. ↑  Darlington, "Æthelwig, Abbot of Evesham Part I", English Historical Review, blz. 5
35. 1 2  Knowles, Monastic Order, blz. 704-705
36. ↑  Gransden, Historical Writing, blz. 111-112
37. ↑  Gransden, Historical Writing, blz. 89 en voetnoot 171
38. ↑  Gransden, Historical Writing, blz. 89-90